# ジョイン・マイ・テーブル
『ジョイン・マイ・テーブル』（原題：조인 마이 테이블、英題： Join My Table)は、定額制動画配信サービスWATCHAが配信したオリジナルバラエティ番組。韓国に暮らす移住者たちの人生に接しながら、彼らが愛してやまない故郷の味を楽しむ美食プログラム。

## 出演者

### ナビゲーター
- イ・グミ
- パク・サンヨン

### ゲスト
毎話違う移住者たちが登場する

## エピソード情報
- 第一章：済州（チェジュ）・平和：イエメン料理「ファハサ」
- 第二章：安山（アンサン）・こんにちは：インドネシア料理「ナシゴレン」
- 第三章：平澤（ピョンテク）・隣人：アメリカ料理「バーベキュー」
- 第四章：金海（キメ）・成長：モロッコ料理｢羊肉タジン｣
- 第五章：光州（クァンジュ）・家族：ウズベキスタン料理「プロフ」
- 第六章：仁川（インチョン）・闘争：ミャンマー料理｢モヒンガー｣と｢ラペットゥ｣